# Dhatusena
Dhatusena est un roi du royaume d'Anuradhapura, dans l'actuel Sri Lanka. Il est le premier roi de la dynastie Moriya.
Dhatusena réunifie tout le royaume après un règne de 26 ans des rois tamouls de l'inde du Sud.

## Biographie

### Jeunesse
L'ascendance de Dhatusena est incertaine. Le Culavamsa, l'ancienne chronique du Sri Lanka, nous dit qu'il était de la lignée royale dont les ancêtres avaient fui la capitale royale trois cents ans plus tôt.
Le pays a été envahi en 433 par six rois tamouls de l'Inde du Sud, connus sous le nom des six Dravidiens. Ils ont renversé le roi Mittasena en 436, et ont dirigé le pays pendant vingt-six ans, de 437 à 463. Pendant ce temps, les dirigeants cinghalais ont abandonné Rajarata et se sont enfuis vers la principauté de Ruhuna dans le sud du pays. Ruhuna a été utilisé comme base de résistance contre les envahisseurs.
Dhatusena a été élevé par son oncle, un moine bouddhiste nommé Mahanama. Les envahisseurs de l'Empire Pandya étaient à la recherche de Dhatusena, et son oncle l'a ordonné comme un moine bouddhiste pour le déguiser. Dhatusena organisa plus tard un mouvement de résistance contre les envahisseurs tamouls et mena une rébellion. Dhatusena a revendiqué la royauté du pays en 455. Au moment où Dhatusena a commencé sa rébellion, trois des six envahisseurs Pandayn étaient déjà morts, et dans les batailles qui ont eu lieu pendant la rébellion, deux autres ont été tués. La bataille finale a eu lieu vers 452, où le dernier roi, Pithiya, a été tué. Ayant réussi à vaincre les envahisseurs de l'Empire Pandya, Dhatusena fut couronné roi de Sri Lanka en 463, reprenant Anuradhapura pour capitale.

### Règne
Dhatusena a construit dix-huit réservoirs d'irrigation afin de développer l'agriculture dans le pays. Parmi ces réservoirs se trouvent les sites de Kalavewa et Balaluwewa, proche de Sigiriya, qui sont interconnectés et couvrent une superficie de 6 380 acres (2 580 ha).
Il a également construit le Yodha Ela, également connu sous le nom de Jayaganga, un canal d'irrigation transportant l'eau de Kalawewa au réservoir de Tissawewa à Aunuradhapura. Yoda Ela descend 95 millimètres à chaque kilomètre. Ceci est considéré comme une grande réussite technologique.
La statue de Bouddha d'Avukana, une statue haute de 13 mètres, est également une création de Dhatusena.

### Mort
Dhatusena a eu deux fils, Kassapa I et Moggallana I. Moggallana était le fils de l'époux royal et l'héritier légitime du trône, tandis que Kassapa était né d'une concubine non-royale. La fille de Dhatusena était mariée au fils de sa sœur et au général de son armée, Migara. À la suite d'une dispute entre sa fille et sa sœur, Dhatusena a ordonné que sa sœur soit tuée. En représailles, Migara a encouragé et aidé Kassapa à renverser le roi et à prendre le trône. Kassapa s'est finalement rebellé contre Dhatusena et l'a renversé. Dhatusena a été emprisonné et Kassapa est devenu le roi du pays en 473.
Migara a conduit Kassapa à croire que Dhatusena avait caché des trésors de grande richesse et l'a persuadé de les trouver. Quand on lui demanda de conduire Kassapa à l'endroit où ces trésors étaient cachés, Dhatusena le conduisit au Kalavewa et lui prit de l'eau dans ses mains, affirmant que c'était le seul trésor qu'il possédait. Enragé à cela, Kassapa l'a fait assassiner en l'enterrant dans un mur.

### Source historique
- Culavamsa, récits en pali de l'histoire du Sri Lanka entre 300 et 1815.